# Hildegard-Wegscheider-Gymnasium
Das Hildegard-Wegscheider-Gymnasium (kurz: HWG, vormals: HWO) ist ein Gymnasium im Berliner Ortsteil Grunewald, benannt nach der Frauenrechtlerin Hildegard Wegscheider. Die Schule zeichnet sich insbesondere durch ihren architektonischen Stilpluralismus aus.

## Geschichte
Im Jahre 1896 nahm die Höhere Tochterschule, gegründet von Elisabeth und Paula Michalik, den Unterrichtsbetrieb für zwei Dutzend Mädchen unter dem Namen Erste Mädchenschule im Grunewald auf. Die Schule lag zu dieser Zeit noch in privater Trägerschaft und wurde später nur noch als Höhere Tochterschule bezeichnet. Der Abschluss, den die Mädchen erwerben konnten, ist mit dem heutigen Mittleren Schulabschluss vergleichbar, nur wurden auch Sonderqualifizierungen in Kochen, Plätten und Waschen erworben.

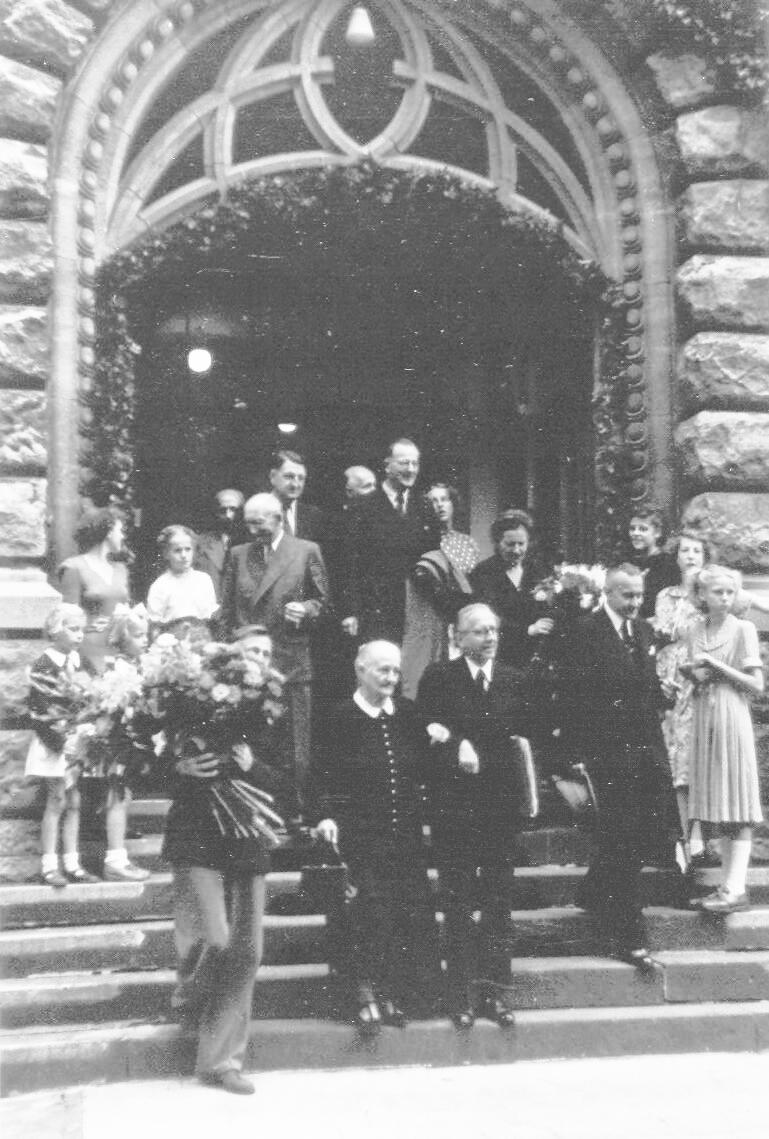
Zum 75-jährigen Jubiläum von Hildegard Wegscheider wird die Schule nach ihr benannt

1909 wurde das neue Schulgebäude in der Lassenstraße 18–20 eingeweiht, nachdem die Schule bereits 1897 in die Lassenstraße 16 umzogen war, dem heutigen naturwissenschaftlichen Trakt. Die Trägerschaft lag zu dieser Zeit bereits in Händen der Gemeinde Grunewald, jedoch war der Abschluss des Abiturs erst ab 1921 möglich. Gymnasium durfte sich die Institution noch nicht nennen, da dies damals noch eine andere Schulform darstellte.
1912 wurde die Erste Mädchenschule im Grunewald in Bismarck-Lyceum umbenannt. 1939 wurde sie nach der Ehefrau Otto von Bismarcks, Johanna von Puttkamer, in Johanna-von-Puttkamer-Schule umbenannt, da alle Mädchenschulen nun Frauennamen tragen sollten.
Im Zweiten Weltkrieg war die Schule nicht nur eine Lernanstalt, sondern auch eine Ausgabestelle für Lebensmittelkarten, bis sie zum Ende des Krieges geschlossen wurde. 1945 begann das Schulleben jedoch wieder in seiner alten Ordnungsform, nachdem die Johanna-von-Puttkamer-Schule mit zwei weiteren Schulen zusammengelegt wurde. Sie hieß von nun an einfach 4. Schule.
1948 fand dort auch im Rahmen der damaligen Währungsreform der Geldumtausch statt und die Gymnastikhalle der Schule fungierte über viele Jahre nach dem Krieg als Kino, das Pan-Kino.
1946 erhielt die Schule ihren heutigen Namen „Hildegard-Wegscheider-Oberschule“.
Später wurde 1965 der „sozialwissenschaftliche Zug“ ab der 11. Klasse eingeführt und 1967 die ersten Jungen aufgenommen. 1973 führte man das Kurssystem („reformierte Oberstufe“) ein und 1993 wurde schließlich das Angebot um den Schnellläuferzug, welcher als schulisches Experiment angelegt war, erweitert.

## Architektur und Gebäude

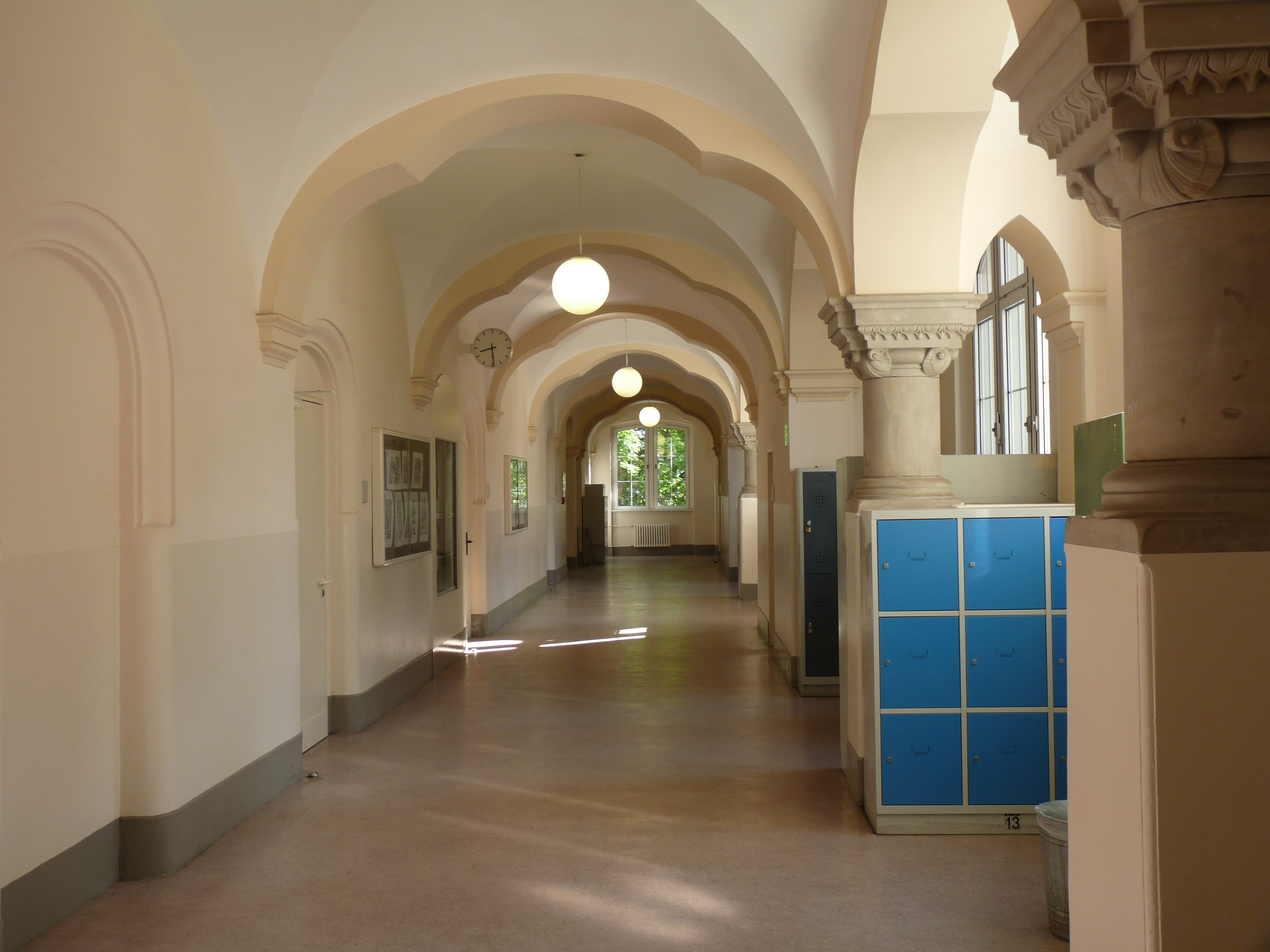
Teil des Flurs im 1. OG

Das Hauptgebäude wurde als Lyzeum vom damaligen Regierungsbaumeister Carl Lange geplant, und 1897 vollendet. Das ursprüngliche Gebäude dient heute als naturwissenschaftlicher Trakt. Die zahlreichen klassizistischen Bauelemente, die das Gebäude zu Beginn zierten, wurden später im Zuge einer Renovierung entfernt. An den Wänden des naturwissenschaftlichen Traktes sind heute noch die Schriftzüge „Demut“, „Treue“ und „Elternliebe“ zu finden, welche die Tugenden darstellen, die den Schülerinnen der ehemaligen Mädchenschule primär vermittelt werden sollten. Da sich dieses Gebäude als zu klein erwies, wurde nachträglich ein weiterer Anbau angefügt, welcher das heutige, der Straße zugekehrte Hauptgebäude, darstellt.

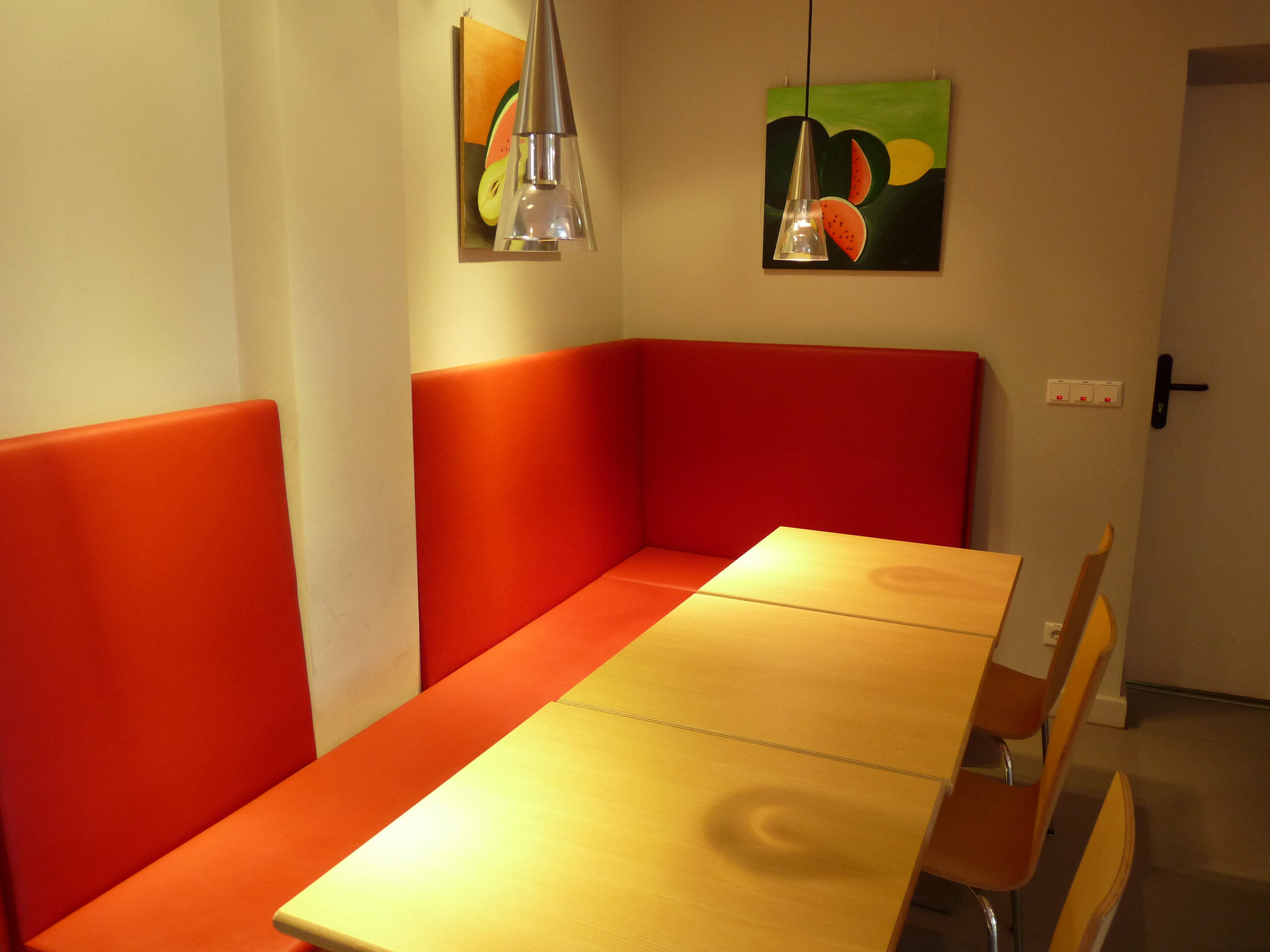
Ausschnitt der im Frühjahr 2010 eröffneten Schulmensa

Dieser im Jahr 1909 fertiggestellte Bau unterscheidet sich in seinem Baustil von dem bisherigen Gebäude. Dadurch entsteht ein Stilpluralismus, der die Hildegard-Wegscheider-Oberschule zu einem der architektonisch bemerkenswertesten Schulgebäude in Berlin macht. Die Hofseite des Gebäudes ist im Vergleich zur repräsentativen Straßenfront deutlich schlichter gehalten.
In der Architektur der Schule sind viele verschiedene Baustile unterschiedlicher Epochen vereint. Dieser Historismus zeigt sich in Baustilen der Gotik und Renaissance, welche an der Fassade dominieren, ebenso wie an der Innengestaltung, bei der romanische Elemente und Jugendstil vorherrschen. Des Weiteren sticht der Turm am Hauptgebäude durch seine Gestaltung hervor.
Der Figurenschmuck, welcher innen wie außen zahlreich vorhanden ist, greift Themen wie Kindheit oder „deutsches Frauenleben“ durch Darstellung verschiedener Szenen nach dem Vorbild des 20. Jahrhunderts auf. Im ersten Stock setzt sich überdies der Architekt mit einer Büste über dem Eingang zum Aufenthaltsraum selbst ein Denkmal. Auch die Gänge jedes Stockwerks weisen mit Ausnahme des schlichter gestalteten 3. Stocks eine aufwendige Gestaltung auf, die sich insbesondere an den Kreuzgewölben zeigt. Das Gebäude ist ein gelistetes Baudenkmal.

## Pädagogische Arbeit und Angebote
Das Hildegard-Wegscheider-Gymnasium bietet neben den üblichen Fremdsprachen Englisch und Französisch optional auch Latein an. Ferner ist Darstellendes Spiel in der Oberstufe und Informatik ab der 8. Klasse wählbar. Schulprojekte, Schülerfirmen und Arbeitsgemeinschaften wie die Ruder-AG sind ebenfalls Bestandteil des Angebots des Hildegard-Wegscheider-Gymnasium. In offizieller Kooperation mit der TU Berlin wird außerdem das Projekt Studieren ab 16 unterstützt, welches motivierten Schülern die Möglichkeit gibt, während der Schulzeit Uni-Vorlesungen zu besuchen.
Die Schule nimmt am Berliner Programm zur vertieften Berufsorientierung (BvBO) teil und bietet ihren Schülern eine Unterstützung bei der Berufsorientierung und Berufswahlentscheidung.

## Schulleitungen seit 1903
- Eleonore Vollrath, 1903–1908
- Erich Meyer, 1908–1921
- Friedrich Abée, 1921–1945
- Karl Sturm, 1945–1946
- August Rönnebeck, 1946–1956
- Heinz Machschefes, 1956–1974
- Hanns-Heinz Lefèbre, 1974–1987
- Lutz Beutler, 1987–2005
- Peter Lischka, 2005–2013
- Carola Hammer, 2013–2019
- Ulrike Krause, seit 2019

## Ehemalige Schülerinnen und Schüler
- Max Prosa (* 1989), Musiker
- Felice Schragenheim (* 9. März 1922 in Berlin; † vermutlich Anfang 1945 auf dem Transport nach Bergen-Belsen)
- Sharon Brauner (* 1969), Schauspielerin, Abitur 1989